# Reith bei Kitzbühel
Reith bei Kitzbühel – gmina w Austrii, w kraju związkowym Tyrol, w powiecie Kitzbühel. Liczy 1681 mieszkańców (1 stycznia 2015).

## Współpraca
- Garbenheim – dzielnica Wetzlar, Niemcy